# Hyphen
Hyphen es un estudio de arquitectura internacional con oficinas en Europa y América Latina. La empresa está especializada en los sectores minorista, laboral, de centros de datos y de logística.

## Historia
Hyphen se fundó en 1980 y abrió su primera oficina en Winchester, Reino Unido. La empresa, que inicialmente se llamaba Househam Henderson, empezó a expandirse a principios de los noventa y ahora tiene 10 oficinas en ciudades de Europa y América Latina.
A finales de 2017, la empresa pasó a llamarse Hyphen. Pentagram creó la identidad de Hyphen utilizando un alfabeto estarcido y una sencilla combinación de colores en la que destaca el verde neón para dar a la marca un aspecto distintivo.
En marzo de 2019, Hyphen colaboró con el equipo de diseño interno de Lush y Portview para transformar un espacio y convertirlo en la tienda Lush más grande del mundo en Liverpool.
En 2021, la empresa abrió una nueva oficina en Belfast, alegando un doble acceso al mercado, sobre todo en los sectores minorista y logístico.
En 2022, Hyphen y Trinity Winchester, Ridge LLP y Bentley Projects fueron galardonados con el Premio RESI en la categoría «Iniciativa de Salud y Bienestar - Residencial» por el residencial Bradbury View.
En 2023, la empresa fue incluida en la lista WA100 de los estudios más grandes y en la lista AJ100. Al mismo tiempo, Hyphen abrió una oficina en la Ciudad de México.